# Еміле Бонджорні
Еміле Бонджорні або Еміліо Бонджорні (фр. Émile Bongiorni, італ. Emilio Bongiorni; нар. 19 березня 1921, Булонь-Біянкур, Франція — пом. 4 травня 1949, Суперга, Турин, Італія) — французький футболіст італійського походження, що грав на позиції нападника.

## Спортивна кар'єра
1938 року дебютував виступами за паризьку команду «Серкль Атлетік». В останньому довоєнному чемпіонаті забив 18 м'ячів у 37 матчах другого дивізіону. У роки Другої світової війни проводився лише кубок, а також різноманітні регіональні турніри. 1942 року перейшов до іншого столичного клуба — «Расінга».
Турнір 1943/44 проводився за експериментальною схемою. Він був загальнонаціональним, але замість клубів, у ньому брали участь збірні команди територіальних регіонів. За перемогу боролися три команди: «Ланс-Артуа», «Лілль-Фландрія» і «Париж-Капітал». У підсумку, «Париж-Капітал» завершив турнір на третьому місці. Суперечку за звання найвлучнішого гравця турніру вели голеадори цих колективів. Остаточний показник: у Стефана Дембицького («Ланс-Артуа») — 41 гол, Рене Бієля («Лілль-Фландрія») — 38, Еміля Бонджорні — 37.
Вдало «Расінг» виступив в кубку Франції 1944/45. На шляху до фіналу були здобуті перемоги над «Бордо», «Орлеаном» і «Ніццею». Суперником у вирішальній грі був «Лілль». Завдяки голам Андре Філіппо, П'єра Понсетті і Оскара Ессерера парижани здобула четвертий, у своїй історії, кубковий трофей. Восени стартував чемпіонат Франції, після шести років перерви. За три сезони провів у лізі 89 матчів, 43 голи.
У складі національної команди дебютував 6 грудня 1945 року. У Відні французи зазнали нищівної поразки від господарів поля. Еміле Борджорні відкрив рахунок на восьмій хвилині, у суперників «хет-триком» відзначився Карл Деккер. До серпня 1948 року провів ще чотири матчі. У трьох з них французи зазнали поразок: від збірних Бельгії (1:2 та 2:4) і Англії (0:3). 23 травня 1948 року, на стадіоні у Коломбі, була здобута єдина перемога — шотландцям забили три «сухих» голи. Еміле Борджорні знову відкрив рахунок у матчі.
Влітку 1948 року, керівництво «Торіно» — лідера тогочасного італійського футболу — вирішило підсилити склад за рахунок легіонерів. З Франції приїхали Еміле Бонджорні і Роже Грава («Рубе-Туркуен»), з Чехословаччини — Юліус Шуберт (братиславський «Слован»). У Серії А дебютував 19 грудня, матч з «Фіорентиною» завершився внічию (0:0). За сезон провів 8 лігових матчів, забив 2 м'ячі.
Навесні 1949 року керівництво туринського клубу прийняло запрошення від португальського гранда, «Бенфіки», взяти участь у товариській грі на честь однієї з найбільших тодішніх зірок лісабонського клубу, Франсішку Феррейри. Гра відбулася 3 травня 1949 року в Лісабоні й завершилася поразкою італійських гостей з рахунком 3:4. Наступного дня команда «Торіно», працівники клубу і журналісти вилетіли додому рейсом Лісабон—Барселона—Турин.
Поблизу Савони літак почав знижуватися через складні погодні умови. Приблизно о 17:03 — здійснив поворот для заходу на посадку і невдовзі зіткнувся з кам'яною огорожею базиліки Суперга на вершині однойменної гори, що височіє над околицями Турина. Внаслідок авіакатастрофи усі чотири члени екіпажу і 27 пасажирів загинули на місці.
На момент загибелі основного складу «Торіно», до завершення сезону в Серії A лишалося чотири тури і команда очолювала чемпіонські перегони. В останніх турах, честь клубу захищали гравці молодіжної команди. Усі суперники в цих матчах («Дженоа», «Палермо», «Сампдорія» і «Фіорентіна»), з поваги до загиблих чемпіонів, також виставляли на поле молодіжні склади своїх клубів. Молодіжна команда «Торіно» перемогла у всіх останніх іграх сезону, здобувши таким чином посмертний чемпіонський титул для своїх старших товаришів.

## Досягнення
- Чемпіон Італії (1):

«Торіно»: 1949
- Володар кубка Франції (1):

«Расінг» (Париж): 1945

## Статистика
Статистика виступів в офіційних матчах:
| Сезон             | Команда           | Чемпіонат | Чемпіонат | Чемпіонат | Кубок | Кубок | Збірна | Збірна |
| Сезон             | Команда           | Ліга      | Ігри      | Голи      | Ігри  | Голи  | Ігри   | Голи   |
| ----------------- | ----------------- | --------- | --------- | --------- | ----- | ----- | ------ | ------ |
| 1938/39           | «Серкль Атлетік»  | Д-2       | 37        | 18        | 2     | 1     | —      | —      |
| 1939/40           | «Серкль Атлетік»  | —         | —         | —         | 4     | 8     | —      | —      |
| 1940/41           | «Серкль Атлетік»  | —         | —         | —         | 1     | 0     | —      | —      |
| 1941/42           | «Серкль Атлетік»  | —         | —         | —         | 2     | 4     | —      | —      |
| 1942/43           | «Расінг»          | —         | —         | —         | 3     | 3     | —      | —      |
| 1943/44           | «Париж-Капітал»   | РТ        |           | 37        | 5     | 3     | —      | —      |
| 1944/45           | «Расінг»          | —         | —         | —         | 6     | 4     | —      | —      |
| 1945/46           | «Расінг»          | Д-1       | 30        | 14        | 5     | 3     | 2      | 1      |
| 1946/47           | «Расінг»          | Д-1       | 31        | 13        | 1     | 0     | 1      | 0      |
| 1947/48           | «Расінг»          | Д-1       | 28        | 16        | 5     | 5     | 2      | 1      |
| 1948/49           | «Торіно»          | Д-1       | 8         | 2         | —     | —     | —      | —      |
| Усього за кар'єру | Усього за кар'єру | Д-1       | 97        | 45        | 34    | 31    | 5      | 2      |
| Усього за кар'єру | Усього за кар'єру | Д-2       | 37        | 18        | 34    | 31    | 5      | 2      |